# Guerquesalles
Guerquesalles é uma comuna francesa na região administrativa da Normandia, no departamento Orne. Estende-se por uma área de 8,44 km². Em 2010 a comuna tinha 134 habitantes (densidade: 15,9 hab./km²).